# Svein Tuft

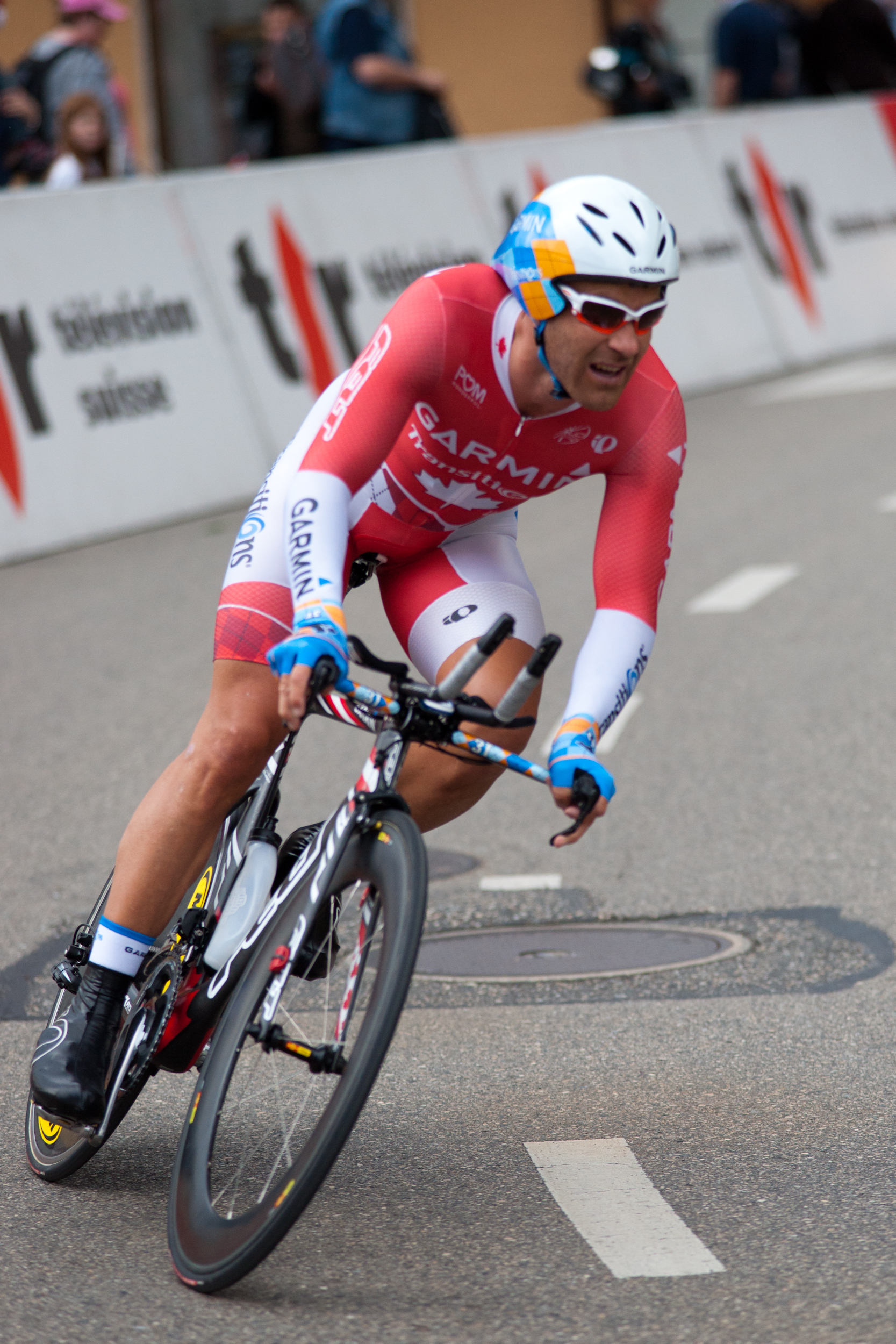
Svein Tuft under Romandiet runt 2010.

Svein Tuft, född 9 maj 1977 i Langley, British Columbia, är en kanadensisk professionell tävlingscyklist. 2012 tävlar Tuft för det australiska stallet Orica-GreenEDGE.
Tuft är tempospecialist och åttafaldig kanadensisk mästare i disciplinen; 2004, 2005, 2006, 2008, 2009, 2010, 2011 och 2012. 2007 kom han tvåa bakom Ryder Hesjedal.
2011 segrade Tuft även i nationsmästerskapens linjelopp.
2008 tävlade Tuft för Kanada i de Olympiska sommarspelen i Peking och slutade på sjunde plats i tempoloppet. Samma år kom han tvåa i disciplinen på Världsmästerskapen i Varese, 42.79 sekunder efter segraren Bert Grabsch.
Tuft har deltagit i tre Grand Tours, 2009 års Vuelta a España samt 2010 och 2012 års Giro d'Italia. 2009 års upplaga av Vuelta a España bröt Tuft efter etapp 14 och i Giro d'Italia slutade han på 125:e respektive 148:e plats i sammandraget.

## Meriter
- Nationsmästerskapens linjelopp – 2011
- Nationsmästerskapens tempolopp – 2004, 2005, 2006, 2008, 2009, 2010, 2011, 2012
- 2006–2007 UCI America Tour
- U.S. Open Cycling Championships – 2007
- Vuelta a Cuba – 2007
- Tour de Beauce – 2008
- Grote Prijs Stad Zottegem – 2011

## Privatliv
Svein Tuft har likt sin landsman Ryder Hesjedal norskt påbrå. Hans farfar Arne Tuft var längdskidåkare och tävlade för Norge i de Olympiska vinterspelen 1936 i Garmisch-Partenkirchen.

## Stall
- Prime Alliance 2002–2003
- Symmetrics 2005–2008
- Garmin-Slipstream 2009–2010
- Team SpiderTech-C10 2011
- Orica-GreenEDGE 2012–